# Eric Gérôme
Eric Gérôme (4 februari 1969) is een Belgische voormalige atleet, die gespecialiseerd was in de lange afstand. Hij veroverde drie Belgische titels.

## Biografie
Gérôme veroverde in 2005 de Belgische titel op de marathon. Hij verlengde zijn titel in 2006 en 2007.

## Belgische kampioenschappen
| Onderdeel | Jaar            |
| --------- | --------------- |
| marathon  | 2005, 2006,2007 |

## Persoonlijke records
| Onderdeel      | Prestatie | Datum            | Plaats    |
| -------------- | --------- | ---------------- | --------- |
| 20 km          | 1:03.51   | 28 mei 2006      | Brussel   |
| halve marathon | 1:05.36   | 22 december 2001 | Dronten   |
| marathon       | 2:12.53   | 12 oktober 2003  | Eindhoven |

## Palmares

### 20 km
- 2006:  20 km door Brussel - 1:03.51

### halve marathon
- 2009:  Groet uit Schoorl Run - 1:07.09
- 2010:  Groet uit Schoorl Run - 1:07.47

### marathon
- 2000:  marathon van Antwerpen - 2:20.04
- 2001:  marathon van Antwerpen - 2:14.23
- 2002:  marathon van Antwerpen - 2:19.45
- 2003: 10e marathon van Eindhoven - 2:12.53
- 2005:  BK AC in Eernegem - 2:21.57
- 2006:  Maasmarathon/BK AC in Wezet - 2:17.14
- 2007:  Maasmarathon/BK AC in Wezet - 2:17.46
- 2007:  marathon van Antwerpen - 2:17.12
- 2011:  Maasmarathon - 2:23.11